# Freeverse
Freeverse Inc. (укр. Фріверс) — розробник програмного забезпечення і комп'ютерних ігор, який належить компанії Ngmoco. Розташований у Нью-Йорку. Був придбаний своїм конкурентом Ngmoco у лютому 2010 року.

## Історія
Ієн Лінч Сміт заснував Freeverse в 1994 році як умовно-безкоштовну компанію. Першим продуктом стала версія Hearts Deluxe для Mac, яка використовувала ігровий штучний інтелект, заснований на дослідженнях Сміта в галузі когнітивної науки, предмет з якого він отримав ступінь в коледжі Вассара. 22 лютого 2010 року було оголошено, що Freeverse був придбаний ngmoco.
12 жовтня 2010 року японська компанія DeNA оголосила про придбання ngmoco за 400 000 000 доларів. Ngmoco стала регіональним штабом усіх західних дочірніх компаній DeNA, включаючи студії у Ванкувері, Сантьяго-де-Чилі, Амстердамі та Стокгольмі. Однак 18 жовтня 2016 року DeNA оголосила про закриття всіх західних дочірніх компаній, включаючи ngmoco.

## Ігри

### Власні ігри
- 3D Bridge Deluxe
- 3D Hearts Deluxe
- 3D Euchre Deluxe
- 3D Spades Deluxe
- 3D Crazy Eights
- Active Lancer
- Airburst
- Airburst Extreme
- Arcane Arena
- Atlas: The Gift Of Aramai
- Big Bang Board Games
- Big Bang Brain Games
- Burning Monkey
  - Burning Monkey Casino
  - Burning Monkey Puzzle Lab
  - Burning Monkey Solitaire
  - Burning Monkey Mahjong
- Hordes Of Orcs
- Hoyle Casino 2009
- Hoyle Puzzle And Board 2009
- Hoyle Cards 2009
- Kill Monty
- Neon Tango
- Solace
- ToySight
- WingNuts
- Wingnuts 2:Raina's Revenge

### Портовані ігри
- Heroes of Might and Magic V
- Legion Arena
- Jeopardy! Deluxe
- Wheel of Fortune Deluxe!
- Marathon 2: Durandal

### Видані ігри
- 8th Wonder Of The World
- KnightShift
- Massive Assault
- Northland
- Payback
- Project Nomads
- Robin Hood: The Legend Of Sherwood
- Spartan
- X2: The Threat